# Hugo III do Chipre
Hugo III (em francês:  Hugues; c. 1235 – 24 de março de 1284), também conhecido como Hugo de Antioquia-Lusinhão e o Grande, foi rei do Chipre a partir de 1267 e rei de Jerusalém a partir de 1268. Nascido na família dos príncipes de Antioquia, efetivamente governou como regente dos reis menores de idade Hugo II do Chipre e Conrado III de Jerusalém por vários anos. Prevalecendo sobre as reivindicações de seu primo Hugo de Brienne, sucedeu os dois jovens monarcas após a morte de ambos e parecia pronto para ser um líder político e militar eficaz.
Como o primeiro rei de Jerusalém a residir no reino desde a década de 1220, tentou restaurar o domínio real, reafirmar a autoridade real sobre os vassalos cada vez mais independentes do continente e evitar mais perdas de território para os mamelucos egípcios. As alianças conjugais trouxeram a ele a lealdade inabalável das famílias nobres mais poderosas, os Ibelins e os Montforts, mas seus esforços no continente foram condenados ao fracasso pela hostilidade dos mercadores venezianos e dos Cavaleiros Templários. Seus vassalos insulares, por outro lado, se ressentiam de sua determinação de implantar exércitos cipriotas em defesa dos estados cruzados. Em 1275 ele não conseguiu se estabelecer como regente do Condado de Trípoli.
O mais problemático é que seu direito ao trono de Jerusalém foi contestado por sua tia Maria de Antioquia, que vendeu sua reivindicação a Carlos I de Anjou em 1277. Com o apoio dos venezianos e dos templários, Carlos prontamente tomou Acre, a última cidade do continente que pertencia diretamente ao rei. Depois de duas tentativas frustradas de recuperar Acre, Hugo morreu em Tiro, uma cidade continental mantida pelos leais Montfort. Foi sucedido por seu filho João I.

## Pano de fundo
Hugo era filho de Isabel do Chipre e Henrique de Antioquia, que se casaram c. 1233. Isabel era irmã do rei Henrique I de Chipre, enquanto seu pai era o filho mais novo do príncipe Boemundo IV de Antioquia. A avó materna, Alice de Champanhe, foi uma candidata mal sucedida ao Reino de Jerusalém. Como herdeira presuntiva de seu sobrinho-neto, o rei Conrado II de Jerusalém, ela foi selecionada para governar o reino como regente em 1243. Ela morreu em 1246 e a regência passou para seu filho, Henrique I do Chipre, passando por cima da reivindicação de sua meia-irmã Melisenda do Chipre. O rei Henrique governou o reino continental como regente até sua morte em 1253.
A mãe de Hugo o criou junto com seu primo Hugo de Brienne, filho de sua falecida irmã mais velha, Maria. Ele se casou com Isabel, membro da Casa de Ibelin, que era a principal nobreza do Reino de Jerusalém. O casamento, ou pelo menos um noivado, ocorreu em 1255, quando foi emitida uma dispensa. Hugo era bonito e charmoso, mas foi prejudicado por seu mau humor e falta de tato.

## Regência
| \| \| \| \| \| \| \| \| \| \| \| \| \| \| \| \| \| \| \| \| \| \| \| \| \| Isabel I de Jerusalém \| \| \| \| \| \| \| \| \| \| \| \| \| \| \| \| \| \| \| \| \| \| \| \| \| \| \| \| \| \| \| \| \| \| \| \| \| \| \| \| \| \| \| \| \| \| \| \| \| \| \| \| \| \| \| \| \| \| \| \| \| \| \| \| \| \| \| \| \| \| \| \| \| \| \| \| \| \| \| \| \| \| \| \| \| \| \| \| \| \| \| \| \| \| \| \| \| \| \| \| \| \| \| \| \| \| \| \| \| \| \| \| \| \| \| \| \| \| \| \| \| \| \| \| \| \| \| \| \| \| \| \| \| \| \| \| \| \| \| \| \| \| \| \| \| \| \| \| \| \| \| \| \| \| \| \| \| \| \| \| \| \| \| \| \| \| \| \| \| \| \| \| \| \| \| \| \| \| \| \| \| \| \| Maria de Jerusalém \| Maria de Jerusalém \| Maria de Jerusalém \| Maria de Jerusalém \| Maria de Jerusalém \| Maria de Jerusalém \| \| \| \| \| \| \| Alice de Champanhe \| Alice de Champanhe \| Alice de Champanhe \| Alice de Champanhe \| Alice de Champanhe \| Alice de Champanhe \| \| \| Hugo I do Chipre \| Hugo I do Chipre \| Hugo I do Chipre \| Hugo I do Chipre \| Hugo I do Chipre \| Hugo I do Chipre \| \| \| \| \| \| \| Plaisance Embriaco \| Plaisance Embriaco \| Plaisance Embriaco \| Plaisance Embriaco \| Plaisance Embriaco \| Plaisance Embriaco \| \| \| Boemundo IV de Antioquia \| Boemundo IV de Antioquia \| Boemundo IV de Antioquia \| Boemundo IV de Antioquia \| Boemundo IV de Antioquia \| Boemundo IV de Antioquia \| \| \| Melisenda do Chipre \| Melisenda do Chipre \| Melisenda do Chipre \| Melisenda do Chipre \| Melisenda do Chipre \| Melisenda do Chipre \| \| \| \| \| \| \| \| \| \| \| \| \| \| \| \| Maria de Jerusalém \| Maria de Jerusalém \| Maria de Jerusalém \| Maria de Jerusalém \| Maria de Jerusalém \| Maria de Jerusalém \| \| \| \| \| \| \| Alice de Champanhe \| Alice de Champanhe \| Alice de Champanhe \| Alice de Champanhe \| Alice de Champanhe \| Alice de Champanhe \| \| \| Hugo I do Chipre \| Hugo I do Chipre \| Hugo I do Chipre \| Hugo I do Chipre \| Hugo I do Chipre \| Hugo I do Chipre \| \| \| \| \| \| \| Plaisance Embriaco \| Plaisance Embriaco \| Plaisance Embriaco \| Plaisance Embriaco \| Plaisance Embriaco \| Plaisance Embriaco \| \| \| Boemundo IV de Antioquia \| Boemundo IV de Antioquia \| Boemundo IV de Antioquia \| Boemundo IV de Antioquia \| Boemundo IV de Antioquia \| Boemundo IV de Antioquia \| \| \| Melisenda do Chipre \| Melisenda do Chipre \| Melisenda do Chipre \| Melisenda do Chipre \| Melisenda do Chipre \| Melisenda do Chipre \| \| \| \| \| \| \| \| \| \| \| \| \| \| \| \| \| \| \| \| \| \| \| \| \| \| \| \| \| \| \| \| \| \| \| \| \| \| \| \| \| \| \| \| \| \| \| \| \| \| \| \| \| \| \| \| \| \| \| \| \| \| \| \| \| \| \| \| \| \| \| \| \| \| \| \| \| \| \| \| \| \| \| \| \| \| \| \| \| \| \| \| \| \| \| \| \| \| \| \| \| \| \| \| \| \| \| \| \| \| \| \| \| \| \| \| \| \| \| \| \| \| \| \| \| \| \| \| \| \| \| \| \| \| \| \| \| \| \| \| \| \| \| \| \| \| \| \| \| \| \| \| \| \| \| \| \| \| \| \| \| \| \| \| \| \| \| \| \| \| \| \| \| \| \| \| \| \| \| \| \| \| \| \| \| \| Boemundo V de Antioquia \| \| \| \| \| \| \| \| \| \| \| \| \| \| \| \| \| \| \| \| \| \| \| \| \| \| \| \| \| \| \| \| \| \| \| \| \| Isabel II de Jerusalém \| Isabel II de Jerusalém \| Isabel II de Jerusalém \| Isabel II de Jerusalém \| Isabel II de Jerusalém \| Isabel II de Jerusalém \| \| \| Maria do Chipre \| Maria do Chipre \| Maria do Chipre \| Maria do Chipre \| Maria do Chipre \| Maria do Chipre \| \| \| Henrique I do Chipre \| Henrique I do Chipre \| Henrique I do Chipre \| Henrique I do Chipre \| Henrique I do Chipre \| Henrique I do Chipre \| {{{mp2}}} \| {{{mp2}}} \| {{{mp2}}} \| {{{mp2}}} \| {{{mp2}}} \| {{{mp2}}} \| Isabel do Chipre \| Isabel do Chipre \| Isabel do Chipre \| Isabel do Chipre \| Isabel do Chipre \| Isabel do Chipre \| \| \| \| \| \| \| \| \| \| \| \| \| Henrique de Antioquia \| Henrique de Antioquia \| Henrique de Antioquia \| Henrique de Antioquia \| Henrique de Antioquia \| Henrique de Antioquia \| \| \| Maria de Antioquia \| Maria de Antioquia \| Maria de Antioquia \| Maria de Antioquia \| Maria de Antioquia \| Maria de Antioquia \| \| \| \| \| \| \| \| \| \| Isabel II de Jerusalém \| Isabel II de Jerusalém \| Isabel II de Jerusalém \| Isabel II de Jerusalém \| Isabel II de Jerusalém \| Isabel II de Jerusalém \| \| \| Maria do Chipre \| Maria do Chipre \| Maria do Chipre \| Maria do Chipre \| Maria do Chipre \| Maria do Chipre \| \| \| Henrique I do Chipre \| Henrique I do Chipre \| Henrique I do Chipre \| Henrique I do Chipre \| Henrique I do Chipre \| Henrique I do Chipre \| {{{mp2}}} \| {{{mp2}}} \| {{{mp2}}} \| {{{mp2}}} \| {{{mp2}}} \| {{{mp2}}} \| Isabel do Chipre \| Isabel do Chipre \| Isabel do Chipre \| Isabel do Chipre \| Isabel do Chipre \| Isabel do Chipre \| \| \| \| \| \| \| \| \| \| \| \| \| Henrique de Antioquia \| Henrique de Antioquia \| Henrique de Antioquia \| Henrique de Antioquia \| Henrique de Antioquia \| Henrique de Antioquia \| \| \| Maria de Antioquia \| Maria de Antioquia \| Maria de Antioquia \| Maria de Antioquia \| Maria de Antioquia \| Maria de Antioquia \| \| \| \| \| \| \| \| \| \| \| \| \| \| \| \| \| \| \| \| \| \| \| \| \| \| \| \| \| \| \| \| \| \| \| \| \| \| \| \| \| \| \| \| \| \| \| \| \| \| \| \| \| \| \| \| \| \| \| \| \| \| \| \| \| \| \| \| \| \| \| \| \| \| \| \| \| \| \| \| \| \| \| \| \| \| \| \| \| \| \| \| \| \| \| \| \| \| \| \| \| \| \| \| \| \| \| \| \| \| \| \| \| \| \| \| \| \| \| \| \| \| \| \| \| \| \| \| \| \| \| \| \| \| \| \| \| \| \| \| \| \| \| \| \| \| \| \| \| \| \| \| \| \| \| \| \| \| \| \| \| \| \| \| \| \| \| \| \| \| {{{on2}}} \| {{{on2}}} \| {{{on2}}} \| {{{on2}}} \| {{{on2}}} \| {{{on2}}} \| \| \| Plaisance de Antioquia \| Plaisance de Antioquia \| Plaisance de Antioquia \| Plaisance de Antioquia \| Plaisance de Antioquia \| Plaisance de Antioquia \| \| \| Boemundo VI de Antioquia \| Boemundo VI de Antioquia \| Boemundo VI de Antioquia \| Boemundo VI de Antioquia \| Boemundo VI de Antioquia \| Boemundo VI de Antioquia \| \| \| \| \| \| \| \| \| \| \| \| \| \| \| \| \| \| \| \| \| \| \| \| \| \| \| \| \| \| \| \| \| \| \| \| \| \| \| \| \| \| \| \| \| \| \| \| {{{on2}}} \| {{{on2}}} \| {{{on2}}} \| {{{on2}}} \| {{{on2}}} \| {{{on2}}} \| \| \| Plaisance de Antioquia \| Plaisance de Antioquia \| Plaisance de Antioquia \| Plaisance de Antioquia \| Plaisance de Antioquia \| Plaisance de Antioquia \| \| \| Boemundo VI de Antioquia \| Boemundo VI de Antioquia \| Boemundo VI de Antioquia \| Boemundo VI de Antioquia \| Boemundo VI de Antioquia \| Boemundo VI de Antioquia \| \| \| \| \| \| \| \| \| \| \| \| \| \| \| \| \| \| \| \| \| \| \| \| \| \| Conrado II de Jerusalém \| Conrado II de Jerusalém \| Conrado II de Jerusalém \| Conrado II de Jerusalém \| Conrado II de Jerusalém \| Conrado II de Jerusalém \| \| \| Hugo de Brienne \| Hugo de Brienne \| Hugo de Brienne \| Hugo de Brienne \| Hugo de Brienne \| Hugo de Brienne \| \| \| \| \| \| \| \| \| Hugo II do Chipre \| Hugo II do Chipre \| Hugo II do Chipre \| Hugo II do Chipre \| Hugo II do Chipre \| Hugo II do Chipre \| \| \| \| \| \| \| \| \| \| \| Hugo III do Chipre \| Hugo III do Chipre \| Hugo III do Chipre \| Hugo III do Chipre \| Hugo III do Chipre \| Hugo III do Chipre \| \| \| \| \| \| \| \| \| \| \| \| \| \| \| \| \| \| \| \| \| \| \| \| \| \| Conrado II de Jerusalém \| Conrado II de Jerusalém \| Conrado II de Jerusalém \| Conrado II de Jerusalém \| Conrado II de Jerusalém \| Conrado II de Jerusalém \| \| \| Hugo de Brienne \| Hugo de Brienne \| Hugo de Brienne \| Hugo de Brienne \| Hugo de Brienne \| Hugo de Brienne \| \| \| \| \| \| \| \| \| Hugo II do Chipre \| Hugo II do Chipre \| Hugo II do Chipre \| Hugo II do Chipre \| Hugo II do Chipre \| Hugo II do Chipre \| \| \| \| \| \| \| \| \| \| \| Hugo III do Chipre \| Hugo III do Chipre \| Hugo III do Chipre \| Hugo III do Chipre \| Hugo III do Chipre \| Hugo III do Chipre \| \| \| \| \| \| \| \| \| \| \| \| \| \| \| \| \| \| \| \| \| \| \| \| \| \| \| \| \| \| \| \| \| \| \| \| \| \| \| \| \| \| \| \| \| \| \| \| \| \| \| \| \| \| \| \| \| \| \| \| \| \| \| \| \| \| \| \| \| \| \| \| \| \| \| \| \| \| \| \| \| \| \| \| \| \| \| \| \| \| \| \| \| \| \| Conrado III de Jerusalém \| Conrado III de Jerusalém \| Conrado III de Jerusalém \| Conrado III de Jerusalém \| Conrado III de Jerusalém \| Conrado III de Jerusalém \| \| \| \| \| \| \| \| \| \| \| \| \| \| \| \| \| \| \| \| \| \| \| \| \| Boemundo VII de Antioquia \| Boemundo VII de Antioquia \| Boemundo VII de Antioquia \| Boemundo VII de Antioquia \| Boemundo VII de Antioquia \| Boemundo VII de Antioquia \| \| \| Lúcia de Trípoli \| Lúcia de Trípoli \| Lúcia de Trípoli \| Lúcia de Trípoli \| Lúcia de Trípoli \| Lúcia de Trípoli \| \| \| \| \| \| \| \| \| \| \| \| \| \| \| \| \| \| \| \| \| \| \| \| \| |                          |                          |                          |                          |                          |  |  |                 |                 |                 |                 |                    |                    |                    |                    |                      |                      |                      |                      |                      |                      |                   |                   |                       |                   |                   |                   |                  |                  |                           |                           |                           |                           |                           |                           |                    |                    |                          |                          |                          |                          |                          |                          |                          |                          |                       |                       |                       |                       |                       |                       |                     |                     |                    |                    |                    |                    |                    |                    |  |  |  |  |  |  |  |  |
| |                          |                          |                          |                          |                          |  |  |                 |                 |                 |                 |                    |                    |                    |                    |                      |                      |                      |                      |                      |                      |                   |                   | Isabel I de Jerusalém |                   |                   |                   |                  |                  |                           |                           |                           |                           |                           |                           |                    |                    |                          |                          |                          |                          |                          |                          |                          |                          |                       |                       |                       |                       |                       |                       |                     |                     |                    |                    |                    |                    |                    |                    |  |  |  |  |  |  |  |  |
| |                          |                          |                          |                          |                          |  |  |                 |                 |                 |                 |                    |                    |                    |                    |                      |                      |                      |                      |                      |                      |                   |                   |                       |                   |                   |                   |                  |                  |                           |                           |                           |                           |                           |                           |                    |                    |                          |                          |                          |                          |                          |                          |                          |                          |                       |                       |                       |                       |                       |                       |                     |                     |                    |                    |                    |                    |                    |                    |  |  |  |  |  |  |  |  |
| |                          |                          |                          |                          |                          |  |  |                 |                 |                 |                 |                    |                    |                    |                    |                      |                      |                      |                      |                      |                      |                   |                   |                       |                   |                   |                   |                  |                  |                           |                           |                           |                           |                           |                           |                    |                    |                          |                          |                          |                          |                          |                          |                          |                          |                       |                       |                       |                       |                       |                       |                     |                     |                    |                    |                    |                    |                    |                    |  |  |  |  |  |  |  |  |
| Maria de Jerusalém | Maria de Jerusalém       | Maria de Jerusalém       | Maria de Jerusalém       | Maria de Jerusalém       | Maria de Jerusalém       |  |  |                 |                 |                 |                 | Alice de Champanhe | Alice de Champanhe | Alice de Champanhe | Alice de Champanhe | Alice de Champanhe   | Alice de Champanhe   |                      |                      | Hugo I do Chipre     | Hugo I do Chipre     | Hugo I do Chipre  | Hugo I do Chipre  | Hugo I do Chipre      | Hugo I do Chipre  |                   |                   |                  |                  |                           |                           | Plaisance Embriaco        | Plaisance Embriaco        | Plaisance Embriaco        | Plaisance Embriaco        | Plaisance Embriaco | Plaisance Embriaco |                          |                          | Boemundo IV de Antioquia | Boemundo IV de Antioquia | Boemundo IV de Antioquia | Boemundo IV de Antioquia | Boemundo IV de Antioquia | Boemundo IV de Antioquia |                       |                       | Melisenda do Chipre   | Melisenda do Chipre   | Melisenda do Chipre   | Melisenda do Chipre   | Melisenda do Chipre | Melisenda do Chipre |                    |                    |                    |                    |                    |                    |  |  |  |  |  |  |  |  |
| Maria de Jerusalém | Maria de Jerusalém       | Maria de Jerusalém       | Maria de Jerusalém       | Maria de Jerusalém       | Maria de Jerusalém       |  |  |                 |                 |                 |                 | Alice de Champanhe | Alice de Champanhe | Alice de Champanhe | Alice de Champanhe | Alice de Champanhe   | Alice de Champanhe   |                      |                      | Hugo I do Chipre     | Hugo I do Chipre     | Hugo I do Chipre  | Hugo I do Chipre  | Hugo I do Chipre      | Hugo I do Chipre  |                   |                   |                  |                  |                           |                           | Plaisance Embriaco        | Plaisance Embriaco        | Plaisance Embriaco        | Plaisance Embriaco        | Plaisance Embriaco | Plaisance Embriaco |                          |                          | Boemundo IV de Antioquia | Boemundo IV de Antioquia | Boemundo IV de Antioquia | Boemundo IV de Antioquia | Boemundo IV de Antioquia | Boemundo IV de Antioquia |                       |                       | Melisenda do Chipre   | Melisenda do Chipre   | Melisenda do Chipre   | Melisenda do Chipre   | Melisenda do Chipre | Melisenda do Chipre |                    |                    |                    |                    |                    |                    |  |  |  |  |  |  |  |  |
| |                          |                          |                          |                          |                          |  |  |                 |                 |                 |                 |                    |                    |                    |                    |                      |                      |                      |                      |                      |                      |                   |                   |                       |                   |                   |                   |                  |                  |                           |                           |                           |                           |                           |                           |                    |                    |                          |                          |                          |                          |                          |                          |                          |                          |                       |                       |                       |                       |                       |                       |                     |                     |                    |                    |                    |                    |                    |                    |  |  |  |  |  |  |  |  |
| |                          |                          |                          |                          |                          |  |  |                 |                 |                 |                 |                    |                    |                    |                    |                      |                      |                      |                      |                      |                      |                   |                   |                       |                   |                   |                   |                  |                  |                           |                           |                           |                           |                           |                           |                    |                    |                          |                          |                          |                          |                          |                          |                          |                          |                       |                       |                       |                       |                       |                       |                     |                     |                    |                    |                    |                    |                    |                    |  |  |  |  |  |  |  |  |
| |                          |                          |                          |                          |                          |  |  |                 |                 |                 |                 |                    |                    |                    |                    |                      |                      |                      |                      |                      |                      |                   |                   |                       |                   |                   |                   |                  |                  |                           |                           | Boemundo V de Antioquia   |                           |                           |                           |                    |                    |                          |                          |                          |                          |                          |                          |                          |                          |                       |                       |                       |                       |                       |                       |                     |                     |                    |                    |                    |                    |                    |                    |  |  |  |  |  |  |  |  |
| Isabel II de Jerusalém | Isabel II de Jerusalém   | Isabel II de Jerusalém   | Isabel II de Jerusalém   | Isabel II de Jerusalém   | Isabel II de Jerusalém   |  |  | Maria do Chipre | Maria do Chipre | Maria do Chipre | Maria do Chipre | Maria do Chipre    | Maria do Chipre    |                    |                    | Henrique I do Chipre | Henrique I do Chipre | Henrique I do Chipre | Henrique I do Chipre | Henrique I do Chipre | Henrique I do Chipre | {{{mp2}}}         | {{{mp2}}}         | {{{mp2}}}             | {{{mp2}}}         | {{{mp2}}}         | {{{mp2}}}         | Isabel do Chipre | Isabel do Chipre | Isabel do Chipre          | Isabel do Chipre          | Isabel do Chipre          | Isabel do Chipre          |                           |                           |                    |                    |                          |                          |                          |                          |                          |                          |                          |                          | Henrique de Antioquia | Henrique de Antioquia | Henrique de Antioquia | Henrique de Antioquia | Henrique de Antioquia | Henrique de Antioquia |                     |                     | Maria de Antioquia | Maria de Antioquia | Maria de Antioquia | Maria de Antioquia | Maria de Antioquia | Maria de Antioquia |  |  |  |  |  |  |  |  |
| Isabel II de Jerusalém | Isabel II de Jerusalém   | Isabel II de Jerusalém   | Isabel II de Jerusalém   | Isabel II de Jerusalém   | Isabel II de Jerusalém   |  |  | Maria do Chipre | Maria do Chipre | Maria do Chipre | Maria do Chipre | Maria do Chipre    | Maria do Chipre    |                    |                    | Henrique I do Chipre | Henrique I do Chipre | Henrique I do Chipre | Henrique I do Chipre | Henrique I do Chipre | Henrique I do Chipre | {{{mp2}}}         | {{{mp2}}}         | {{{mp2}}}             | {{{mp2}}}         | {{{mp2}}}         | {{{mp2}}}         | Isabel do Chipre | Isabel do Chipre | Isabel do Chipre          | Isabel do Chipre          | Isabel do Chipre          | Isabel do Chipre          |                           |                           |                    |                    |                          |                          |                          |                          |                          |                          |                          |                          | Henrique de Antioquia | Henrique de Antioquia | Henrique de Antioquia | Henrique de Antioquia | Henrique de Antioquia | Henrique de Antioquia |                     |                     | Maria de Antioquia | Maria de Antioquia | Maria de Antioquia | Maria de Antioquia | Maria de Antioquia | Maria de Antioquia |  |  |  |  |  |  |  |  |
| |                          |                          |                          |                          |                          |  |  |                 |                 |                 |                 |                    |                    |                    |                    |                      |                      |                      |                      |                      |                      |                   |                   |                       |                   |                   |                   |                  |                  |                           |                           |                           |                           |                           |                           |                    |                    |                          |                          |                          |                          |                          |                          |                          |                          |                       |                       |                       |                       |                       |                       |                     |                     |                    |                    |                    |                    |                    |                    |  |  |  |  |  |  |  |  |
| |                          |                          |                          |                          |                          |  |  |                 |                 |                 |                 |                    |                    |                    |                    |                      |                      |                      |                      |                      |                      |                   |                   |                       |                   |                   |                   |                  |                  |                           |                           |                           |                           |                           |                           |                    |                    |                          |                          |                          |                          |                          |                          |                          |                          |                       |                       |                       |                       |                       |                       |                     |                     |                    |                    |                    |                    |                    |                    |  |  |  |  |  |  |  |  |
| |                          |                          |                          |                          |                          |  |  |                 |                 |                 |                 |                    |                    |                    |                    |                      |                      |                      |                      |                      |                      | {{{on2}}}         | {{{on2}}}         | {{{on2}}}             | {{{on2}}}         | {{{on2}}}         | {{{on2}}}         |                  |                  | Plaisance de Antioquia    | Plaisance de Antioquia    | Plaisance de Antioquia    | Plaisance de Antioquia    | Plaisance de Antioquia    | Plaisance de Antioquia    |                    |                    | Boemundo VI de Antioquia | Boemundo VI de Antioquia | Boemundo VI de Antioquia | Boemundo VI de Antioquia | Boemundo VI de Antioquia | Boemundo VI de Antioquia |                          |                          |                       |                       |                       |                       |                       |                       |                     |                     |                    |                    |                    |                    |                    |                    |  |  |  |  |  |  |  |  |
| |                          |                          |                          |                          |                          |  |  |                 |                 |                 |                 |                    |                    |                    |                    |                      |                      |                      |                      |                      |                      | {{{on2}}}         | {{{on2}}}         | {{{on2}}}             | {{{on2}}}         | {{{on2}}}         | {{{on2}}}         |                  |                  | Plaisance de Antioquia    | Plaisance de Antioquia    | Plaisance de Antioquia    | Plaisance de Antioquia    | Plaisance de Antioquia    | Plaisance de Antioquia    |                    |                    | Boemundo VI de Antioquia | Boemundo VI de Antioquia | Boemundo VI de Antioquia | Boemundo VI de Antioquia | Boemundo VI de Antioquia | Boemundo VI de Antioquia |                          |                          |                       |                       |                       |                       |                       |                       |                     |                     |                    |                    |                    |                    |                    |                    |  |  |  |  |  |  |  |  |
| Conrado II de Jerusalém | Conrado II de Jerusalém  | Conrado II de Jerusalém  | Conrado II de Jerusalém  | Conrado II de Jerusalém  | Conrado II de Jerusalém  |  |  | Hugo de Brienne | Hugo de Brienne | Hugo de Brienne | Hugo de Brienne | Hugo de Brienne    | Hugo de Brienne    |                    |                    |                      |                      |                      |                      |                      |                      | Hugo II do Chipre | Hugo II do Chipre | Hugo II do Chipre     | Hugo II do Chipre | Hugo II do Chipre | Hugo II do Chipre |                  |                  |                           |                           |                           |                           |                           |                           |                    |                    | Hugo III do Chipre       | Hugo III do Chipre       | Hugo III do Chipre       | Hugo III do Chipre       | Hugo III do Chipre       | Hugo III do Chipre       |                          |                          |                       |                       |                       |                       |                       |                       |                     |                     |                    |                    |                    |                    |                    |                    |  |  |  |  |  |  |  |  |
| Conrado II de Jerusalém | Conrado II de Jerusalém  | Conrado II de Jerusalém  | Conrado II de Jerusalém  | Conrado II de Jerusalém  | Conrado II de Jerusalém  |  |  | Hugo de Brienne | Hugo de Brienne | Hugo de Brienne | Hugo de Brienne | Hugo de Brienne    | Hugo de Brienne    |                    |                    |                      |                      |                      |                      |                      |                      | Hugo II do Chipre | Hugo II do Chipre | Hugo II do Chipre     | Hugo II do Chipre | Hugo II do Chipre | Hugo II do Chipre |                  |                  |                           |                           |                           |                           |                           |                           |                    |                    | Hugo III do Chipre       | Hugo III do Chipre       | Hugo III do Chipre       | Hugo III do Chipre       | Hugo III do Chipre       | Hugo III do Chipre       |                          |                          |                       |                       |                       |                       |                       |                       |                     |                     |                    |                    |                    |                    |                    |                    |  |  |  |  |  |  |  |  |
| |                          |                          |                          |                          |                          |  |  |                 |                 |                 |                 |                    |                    |                    |                    |                      |                      |                      |                      |                      |                      |                   |                   |                       |                   |                   |                   |                  |                  |                           |                           |                           |                           |                           |                           |                    |                    |                          |                          |                          |                          |                          |                          |                          |                          |                       |                       |                       |                       |                       |                       |                     |                     |                    |                    |                    |                    |                    |                    |  |  |  |  |  |  |  |  |
| Conrado III de Jerusalém | Conrado III de Jerusalém | Conrado III de Jerusalém | Conrado III de Jerusalém | Conrado III de Jerusalém | Conrado III de Jerusalém |  |  |                 |                 |                 |                 |                    |                    |                    |                    |                      |                      |                      |                      |                      |                      |                   |                   |                       |                   |                   |                   |                  |                  | Boemundo VII de Antioquia | Boemundo VII de Antioquia | Boemundo VII de Antioquia | Boemundo VII de Antioquia | Boemundo VII de Antioquia | Boemundo VII de Antioquia |                    |                    | Lúcia de Trípoli         | Lúcia de Trípoli         | Lúcia de Trípoli         | Lúcia de Trípoli         | Lúcia de Trípoli         | Lúcia de Trípoli         |                          |                          |                       |                       |                       |                       |                       |                       |                     |                     |                    |                    |                    |                    |                    |                    |  |  |  |  |  |  |  |  |

A mãe de Hugo, Isabel, era tia do jovem Rei Hugo II do Chipre e seu parente mais próximo de sangue real. A mãe do rei, Plaisance de Antioquia, governou em seu nome como regente até morrer em 1261. Isabel então assumiu a regência como herdeira presuntiva de Hugo II. Ela cedeu a regência a seu filho, Hugo de Antioquia, que provou ser um governante capaz. Como Hugo II também era herdeiro presuntivo do rei Conrado III de Jerusalém, que vivia na Europa, ele tinha o direito de governar o Reino de Jerusalém como regente. Mas, como era menor de idade, essa regência precisava ser exercida por seus parentes mais próximos, e Isabel aceitou esse papel em 1263.
Isabel morreu no ano seguinte, e surgiu uma disputa entre Hugo de Brienne e Hugo de Antioquia. O primeiro alegou que agora deveria exercer a regência em Jerusalém porque sua mãe era mais velha que a de Hugo de Antioquia. Mas, como regente do Chipre, este poderia contribuir mais militarmente para o minguante reino continental e estava melhor conectado, sendo primo em primeiro grau do príncipe Boemundo VI de Antioquia, além de ser casado com a poderosa família Ibelin. A Suprema Corte de Jerusalém decidiu que, uma vez que os contendores eram parentes igualmente próximos do jovem rei, o mais velho deles deveria ter prioridade, e esse era Hugo de Antioquia. Ser escolhido como regente efetivamente o marcou como herdeiro presuntivo de Hugo II.
Como regente, Hugo considerava seu dever defender os estados cruzados. Ele foi o primeiro governante do Chipre em mais de uma década a implantar o exército cipriota em defesa do Reino de Jerusalém. Seu exército, no entanto, chegou tarde demais para impedir que o governante mameluco do Egito, Baibars, conquistasse a Cesareia Marítima, Arzufe, Haifa, Safed, Toron e Chastel Neuf. O regente provavelmente se concentrou em reforçar a defesa de Acre, a única cidade real remanescente no continente.

## Reino

### Adesões

Brasão esquartelado denotando Hugo como rei de Jerusalém e do Chipre

O rei Hugo II morreu em dezembro de 1267, aos 14 anos, sem atingir a maioridade, e foi devidamente sucedido como rei do Chipre por seu primo e regente Hugo de Antioquia (Hugo III). A coroação de Hugo III ocorreu na Catedral de Santa Sofia, em Nicósia, em 25 de dezembro de 1267. Em maio de 1268, o novo rei navegou para Acre para ser reconhecido como regente formal e, portanto, herdeiro presuntivo de Conrado III de Jerusalém. A Suprema Corte estava preparada para aceitá-lo, mas ele ficou surpreso ao ver a reclamação contestada por sua tia Maria de Antioquia. Ela insistiu que tinha mais direito à regência por ser uma parente mais próxima de Conrado; enquanto Hugo era bisneto de sua ancestral comum, a rainha Isabel I de Jerusalém, Maria era neta. O caso de Maria era legalmente mais forte e, ao contrário de Hugo, ela veio preparada para o debate. Hugo, porém, era uma escolha mais desejável, pois era um homem experiente no governo e com tropas à disposição. No início de 1268, Baibars havia conquistado Jafa, Beaufort e Antioquia, o que levou a Suprema Corte a decidir a favor do regente.
Em 29 de outubro de 1268, Conrado foi executado em Nápoles pelas ordens de Carlos I de Anjou, que havia conquistado o Reino da Sicília dele. Assim, Hugo tornou-se rei de Jerusalém também. Em vez de nomear um bailio para governar o novo reino em seu nome, dividiu seu tempo entre Chipre e Acre. Pela primeira vez desde a década de 1220, o reino continental tinha um monarca residente.

### Política
Os barões do Reino de Jerusalém tornaram-se independentes da autoridade real durante os reinados dos reis ausentes. Hugo tentou melhorar o sistema de governo, introduzindo um conselho interno e o uso de um selo privado, provavelmente importados do Chipre. Os regentes haviam alienado grande parte do domínio real por meio de concessões legalmente tênues, que se tornaram inválidas com a ascensão do novo rei. Os casos mais notáveis foram as concessões dos senhorios de Arzufe aos Cavaleiros Hospitalários, Sídon aos Cavaleiros Templários e Tiro a Filipe de Montfort. Hugo recusou-se a aceitar isso como um fato consumado, mas estava disposto a fazer concessões para encontrar soluções. Sua política se concentrava em promover relações estreitas com os Montforts, uma família poderosa que controlava a importante cidade de Tiro. Com Filipe, Hugo chegou a um acordo que previa que sua irmã, Margarida, se casasse com o filho dele, João, a quem cederia Tiro, e que o rei cederia a cidade ao herdeiro dos Montforts e os descendentes com sua irmã. O acordo permitiu que Hugo fosse coroado, apesar dos protestos de Maria, em 24 de setembro de 1269 pelo bispo de Lida na Catedral de Tiro, onde os reis e rainhas de Jerusalém haviam sido coroados desde a perda da cidade em 1187.

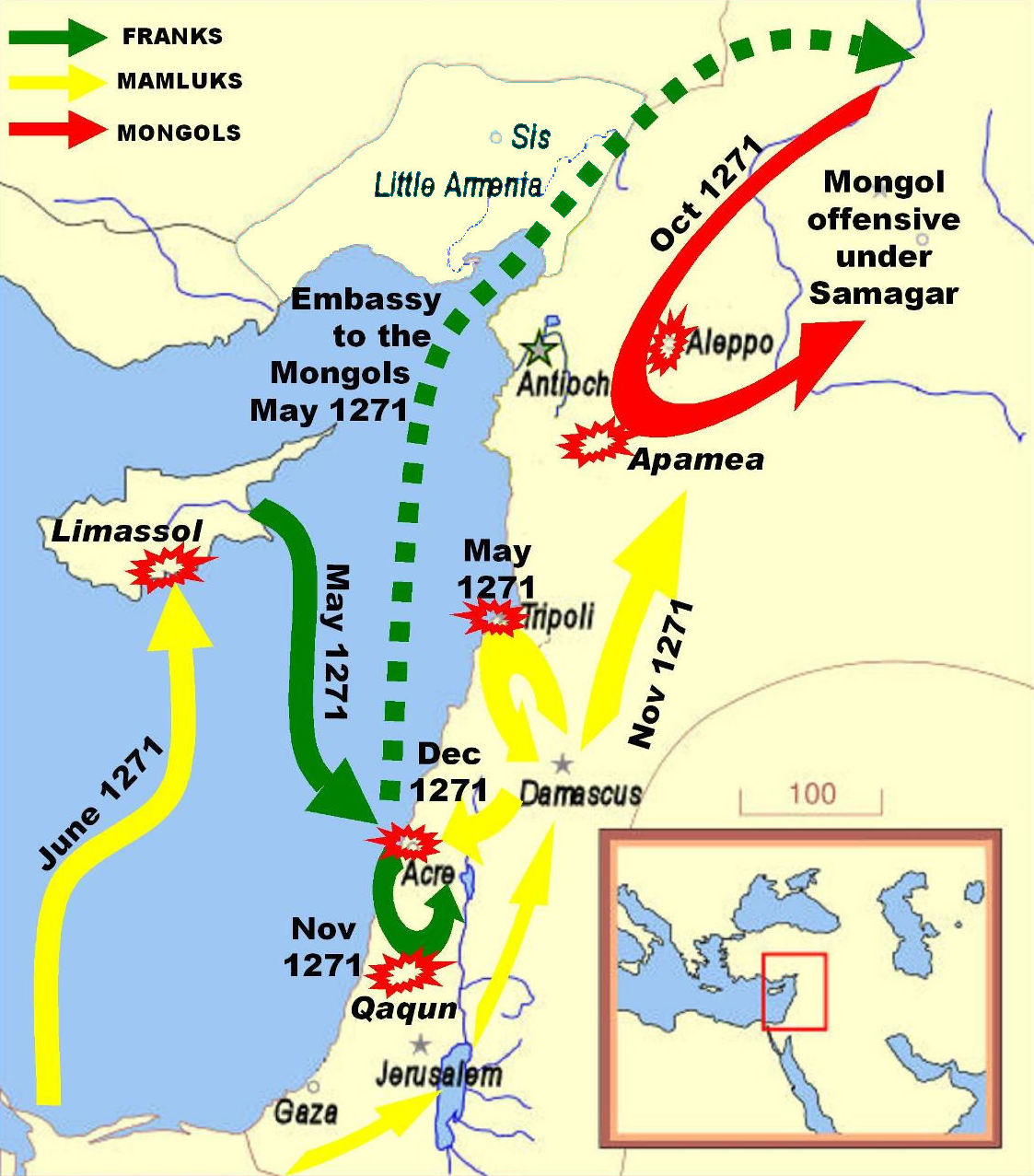
Crusada do Príncipe Eduardo em 1271–72

Em junho de 1271, Acre ficou exposta quando Baibars conquistou o Castelo Montfort a nordeste. Ele imediatamente fez uma tentativa malsucedida de ataque ao Chipre. Naquela época, o príncipe inglês Eduardo levou um pequeno exército de cerca de 1 mil homens em uma cruzada para o Oriente latino, chegando até Acre em 9 de maio de 1271. Eduardo logo se desiludiu com a falta de cooperação dos cristãos locais. O ataque fracassado de Baibars em sua ilha perturbou os cavaleiros cipriotas, que recusaram a convocação de Hugo para servir no continente. Eles argumentaram que o rei não poderia esperar que eles lutassem por ele fora do Chipre. Eduardo foi chamado para arbitrar. A desobediência deles foi humilhante para Hugo. Foi decidido que os cavaleiros poderiam ser comandados para servir no exterior por quatro meses a cada ano, se liderados pelo rei ou seu filho. Eduardo ajudou o rei cipriota a invadir o território de Baibars e, no início de 1272, Hugo garantiu uma trégua, após a qual Acre permaneceu em paz até 1291. Eduardo partiu em 16 de junho de 1272.
O único feudo leigo no continente além de Tiro era Beirute, mantido por Isabel de Ibelin. Seu marido, Hamo le Strange, desconfiava do rei Hugo e colocou ela e seu feudo sob a proteção de Baibars em seu leito de morte em 1273. Como vassala, Isabel foi legalmente obrigada a se casar com um dos três candidatos apresentados pelo rei. Desejando atrair um cavaleiro capaz para o Oriente oferecendo sua mão em casamento, Hugo levou Isabel para o Chipre. Baibars exigiu que ela fosse devolvida a Beirute e, como a Suprema Corte não ofereceu apoio, o cipriota cedeu. O rei não retomou o controle de Beirute até muito depois da morte de Baibars. Apesar de alguns sucessos, no final Hugo achou impossível ser mais do que "Rei de Acre", como os escritores muçulmanos o chamavam.
Boemundo VI, o último príncipe de Antioquia, morreu em 1275, deixando dois filhos, Boemundo VII e Lúcia. Boemundo VII herdou o Condado de Trípoli de seu pai, mas era menor de idade. O rei do Chipre chegou a Trípoli para reivindicar a regência como o herdeiro adulto mais próximo da família governante. A mãe de Boemundo VII, Sibila da Armênia, já havia se estabelecido como regente, porém, como era seu direito de acordo com o costume da família. Hugo não encontrou apoio em Trípoli. Ele obteve apenas uma pequena vitória diplomática quando negociou com Baibars uma trégua cobrindo Lataquia, preservando o último remanescente do Principado de Antioquia.

### Oposição baronial

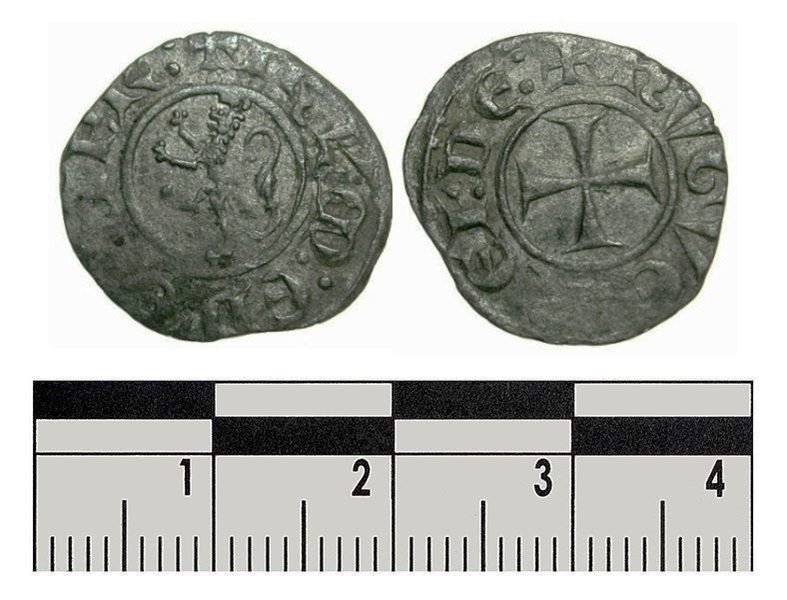
Moeda de bilhão de "dinheiro" emitida no reinado de Hugo III

Hugo conseguiu consertar as divergências entre seus vassalos leigos, os Ibelins e os Montforts, mas os mercadores de Veneza e Gênova eram irreconciliáveis. Os venezianos, em particular, ficaram ofendidos com seu tratamento preferencial aos genoveses. Os Templários e os Cavaleiros Teutônicos se opuseram à sua própria reaproximação com Filipe de Montfort, enquanto a comuna de Acre se ressentia do renovado envolvimento real em seus assuntos e do favor mostrado a Tiro. Embora não gostasse dele, o grão-mestre dos Templários, Tomás Berardo, nunca o desafiou abertamente. Mas Guilherme de Beaujeu, eleito para suceder Berardo em 1273, mostrou-se determinado a minar o rei.
O principal problema de Hugo, entretanto, era a persistência de sua tia Maria em reivindicar o trono de Jerusalém. O rei enviou procuradores para responder ao apelo dela à Santa Sé em 1273, mas ela já estava considerando a venda de sua reivindicação a Carlos de Anjou, cuja ambição de dominar o Mediterrâneo Hugo temia desde 1269. Carlos teve o apoio de Guilherme de Beaujeu, seu parente. Como governante da Sicília e irmão do célebre rei Luís IX da França, ele rivalizava com o que o rei cipriota poderia oferecer militar e diplomaticamente. Carlos também foi pessoalmente hostil a Hugo, encorajando as reivindicações de Maria a Jerusalém e de Hugo de Brienne ao Chipre.
Indignado com a oposição que enfrentou, Hugo de repente empacotou seus pertences e deixou Acre para sempre em outubro de 1276. A gota d'água foi a compra de uma aldeia perto dessa comuna pelos Templários, para a qual deliberadamente não buscaram a aprovação do rei e ignoraram suas reclamações. Os Templários e os Venezianos ficaram satisfeitos com sua partida, mas a decisão surpreendeu os Hospitalários, os Cavaleiros Teutônicos e o patriarca latino de Jerusalém, Tomás de Lentino. Eles enviaram delegados a Tiro, onde o rei havia se retirado com a intenção de navegar para Chipre, implorando-lhe que pelo menos nomeasse um bailio. Foi necessária a intercessão de seu cunhado João de Montfort para fazer com que o rei irado nomeasse um administrador, Balião de Ibelin. O rei Hugo imediatamente embarcou e foi para Chipre, de onde justificou sua ação ao Papa João XXI.

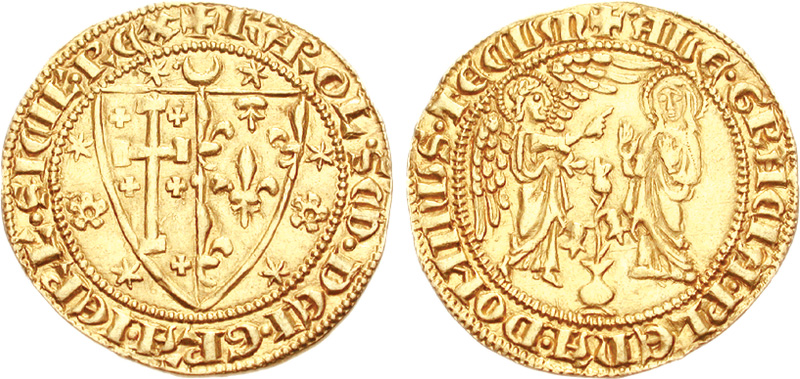
Moeda de 1285 que descreve Carlos como rei de Jerusalém e da Sicília

A venda da reivindicação de Maria a Carlos foi concluída, com aprovação papal, em março de 1277. Em poucas semanas, o representante de Carlos, Rogério de San Severino, chegou até Acre para reivindicar o governo, sem enfrentar oposição de Hugo. Rogério proclamou Carlos rei de Jerusalém e exigiu que os barões o homenageassem como bailio do angevino. Para preservar o senso de legalidade, os barões pediram duas vezes a Hugo que os absolvesse de sua lealdade a ele, mas ele se recusou a responder. Os detentores dos senhorios mais importantes, João de Tiro e Isabel de Beirute, continuaram a reconhecer Hugo como seu rei legítimo.

### Lutas por Acre
Hugo tentou duas vezes reocupar Acre, mas não teve sucesso. Em 1279, trouxe um grande exército cipriota para Tiro, esperando que uma demonstração de força e suborno fosse suficiente para restaurar sua autoridade sobre a cidade. João de Montfort estava do seu lado, mas a oposição duradoura de Guilherme de Beaujeu ao rei frustrou seu plano. Ao retornar ao Chipre, apreendeu as propriedades dos Templários e destruiu suas fortificações em represália. Os Templários reclamaram com o papa, que pediu a Hugo que restaurasse suas propriedades, mas ele recusou. Embora restrito desde 1277 em sua capacidade de apoiar o continente contra os mamelucos, Hugo pode ter planejado ajudar os mongóis em sua tentativa de invasão do Levante controlado pelos mamelucos.
1282 testemunhou a retirada de Rogério de San Severino devido a uma grande revolta na Sicília contra Carlos, bem como a morte de Isabel de Beirute e a consequente passagem de seu senhorio para sua irmã, Eschiva, cujo marido, Humberto de Montfort, era amigo íntimo de Hugo. Assim encorajado a tentar novamente retomar Acre, partiu do Chipre no final de julho de 1283 com seus filhos Henrique e Boemundo. Em vez de pousar na cidade, foi levado para Beirute, onde foi recebido em 1º de agosto. Enquanto seu exército marchava para Tiro, foram emboscados por invasores muçulmanos, que o rei acreditava terem sido incitados pelos Templários. Hugo chegou a Tiro pelo mar, encontrando maus presságios: seu estandarte caiu no mar e a cruz carregada pelo clero reunido quebrou acidentalmente o crânio de seu médico judeu da corte. Hugo esperou em vão ser recebido na cidade. O novo bailio de Carlos em Acre, Odo Poilechien, acabara de concluir uma trégua com os mamelucos, e Hugo pode ter temido a intervenção deles caso atacasse.
O rei perdeu seu filho mais promissor, Boemundo, em 3 de novembro de 1283. Um golpe ainda mais sério foi a morte de seu amigo e cunhado, João de Montfort. Os cipriotas o deixaram depois que o período acordado de quatro meses expirou, mas Hugo permaneceu em Tiro, onde morreu em 24 de março de 1284. Ele foi sucedido por seu filho sobrevivente mais velho, João I, que morreu no ano seguinte e foi seguido por outro filho, Henrique II.

## Descendência
Com sua esposa, Isabel de Ibelin, Hugo teve onze filhos:
- João I (falecido em 1285), que sucedeu Hugo III como rei
- Boemundo (falecido em 1283)
- Henrique II (falecido em 1324), que sucedeu a João I como rei
- Amalrico (falecido em 1310), que destituiu Henrique II como governante efetivo
- Américo (falecido em 1316), que brevemente governou em sucessão a Amalrico
- Guido, cujo filho, Hugo IV, sucedeu a Henrique II
- Maria (falecida em 1322), que se casou com o rei Jaime II de Aragão
- Margarida (falecida em 1296), que se casou com o rei Teodoro III da Armênia
- Alice, que se casou com Balian de Ibelin, príncipe titular da Galiléia e Belém, filho de Filipe de Ibelin
- Helvis, que se casou com Hayton II, rei da Armênia
- Isabel (falecida em 1319), que se casou com Constantino de Neghir, Senhor de Partzerpert (falecido em 1308), depois com Oshin, rei da Armênia